# Mancha Negra
O Mancha Negra (The Phantom Blot, no original, em Inglês) é um vilão das histórias em quadrinhos (banda desenhada) da Disney. Ele é um dos principais vilões que aparecem nas histórias do Mickey Mouse.
Tradicional inimigo de Mickey, é conhecido por assaltar bancos, deixando como marca pessoal uma mancha de tinta preta. Mickey sempre o apanha em flagrante.

## Publicações
A sua primeira aparição ocorreu na animação The mad doctor, em 1933.
A primeira história criada no Brasil foi "O Roubo do Fogo Olímpico", publicada na revista "Edição Extra" 52, de 1972, com o tema "Pateta Olímpico".
Nos anos 60 ressurge como um dos principais inimigos do Mickey e como "galã" da bruxa Madame Min, em ótimas histórias desenhadas pelo grande artista Paul Murry.
A partir dos anos 70, é personagem frequente nas histórias produzidas no Brasil pela Editora Abril, nas quais aparece como vilão as vezes liderando os Irmãos Metralha e enfrentando também o Pateta, o Superpateta, e o Tio Patinhas.
Na história em quadrinhos Nas Garras do Mancha Negra, o Mancha capturou a Minnie, e se Mickey não der um conselho melhor pra ele, ela vai ser dada de comida para as piranhas famintas.

## Rosto
Apesar de sempre andar coberto, já foi mostrado o rosto do Mancha Negra umas poucas vezes. Rosto este que aliás, se parece muito com o de um de seus criadores, Walt Disney, com seu emblemático bigode.

## Animações
A primeira aparição do Mancha Negra em animação foi no episódio 63 da primeira temporada de DuckTales, "All Ducks on Deck", com a voz de Peter Cullen. Nesse episódio, ele rouba um bombardeiro secreto (que pode se tornar invisível) do porta-aviões da Marinha no qual Pato Donald servia, planejando fazer aviões invisíveis para que ele possa dominar o mundo.
O Mancha Negra mais tarde apareceu em um curta-metragem em Mickey Mouse Works, baseado nas histórias em quadrinhos em que ele apareceu pela primeira vez, intitulado "Mickey Foils the Phantom Blot". Neste curta, ele rouba um "cartão de rádio" do Professor Ludovico e usa-o para roubar todos os bancos do mundo. Como o título sugere, Mickey, Donald e Pateta conseguem frustrar seus planos. O curta foi o dobro da duração da maioria dos curtas apresentados na série.
Mancha logo reapareceu em outro curta-metragem de Mickey Mouse Works intitulado "Mickey and the Color Caper". Neste curta, o Mancha agora está roubando cores de tudo no mundo, incluindo Minnie Mouse, simplesmente porque ele está entediado com seu pano preto. Mais uma vez, Mickey Mouse, Pato Donald e Pateta aparecem para frustrar seus planos.
O Mancha faz mais uma aparição no episódio de House of Mouse "House of Crime", que é como se fosse uma continuação de seu primeiro curta de Mickey Mouse Works. Aqui, ele está roubando coisas de toda a casa e depois seqüestrando personagens bons e maus. Sem o conhecimento de todos, o Mancha está escondido em um dispositivo que Professor Ludovico inventou para dar pistas para encontrar o criminoso, então ele continuamente faz a máquina distribuir pistas que não levam os mocinhos a lugar nenhum, mas eventualmente fazem eles suspeitarem do próprio Mickey. Depois que todos, menos ele, desaparecem, Mickey, a princípio, acredita que pode ter de alguma forma "ido pro mal" e que estava inconscientemente roubando mas logo descobre que o Mancha estava por trás disso e o encurrala. Em sua tentativa de escapar em seu dirigível recém-consertado de sua primeira aparição em Mickey Mouse Works, é alcançado pelo Mickey e é derrotado mais uma vez.
O Mancha faz uma breve aparição no curta de 2016 de Mickey Mouse "Sock Burglar".
Tanto no Mickey Mouse Works quanto em House of Mouse, o Mancha foi dublado por John O'Hurley.

## Legado
O personagem é usado como um símbolo por várias torcidas de organizadas do Brasil e de Portugal, de modo a associar sua cor as das equipes, como a Mancha Alviverde do Palmeiras  (onde o vilão é retratado com a cor verde), Mancha azul do Cruzeiro (cuja cor predominante é azul) e Mancha Negra do Vasco da Gama e da Associação Académica de Coimbra (esses com a sua cor original). Há também uma escola de samba com o nome GRCES Mancha Verde, também associado com o Palmeiras, que usa também um versão verde do vilão como seu símbolo. O personagem foi também o mascote do clube Americano de Campos, no estado do Rio de Janeiro, durante as décadas de 80 e de 90, mas foi substituído pelo Mosqueteiro Alvinegro.

## Nomes em outros idiomas
- Alemão: Das scherzo Fantom
- Búlgaro: Фантомът Блот
- Chinês: 幽灵黑鬼
- Dinamarquês: Sorte Singelo
- Espanhol: Mancha Negra
- Finlandês: Mustakaapu
- Francês: Le Fantôme Noir
- Grego: Μαύρο Φάντασμα
- Holandês: Zwarte Schim
- Indonésio: Hunta Tinta
- Inglês: The Phantom Blot
- Islandês: Svarti Skuggi
- Italiano: Macchia Nera
- Norueguês: Spøkelseskladden
- Polonês: Fantomen
- Russo: Черный призрак
- Sueco: Spökplumpen